# Principio de no agresión
El principio de no agresión (o de no coacción o no invasión, abreviado PNA) es un principio ético y jurídico, paralelo al de propiedad de uno mismo, que sostiene que debe ser legal para cualquier individuo hacer lo que desee, siempre que no inicie ni amenace con iniciar violencia física contra otro individuo o su propiedad. Afirma que la coacción —definida como el inicio de fuerza o violencia física, la amenaza de tal, o el fraude a las personas o sus bienes pacíficamente adquiridos— es intrínsecamente ilegítima y debe ser rechazada. El principio no se opone a la defensa contra la agresión, al contrario, la respalda y legitima.
La no agresión es un principio que típicamente incluye la propiedad como parte del propietario; agredir contra la propiedad de alguien es agredir contra la persona porque sus bienes son de importancia para ella - el cuerpo es propiedad de sí mismo. De este modo, el principio lleva al rechazo del robo, vandalismo, violaciones, asesinatos y fraudes. Cuando se aplica a los gobiernos, se ha adoptado para impedir muchas políticas incluidos impuestos y proyectos militares. Cuando se lleva a su consecuencia lógica (caso de los anarquistas), llama a la abolición del Estado (al ser una institución involuntaria y coactiva) y a proteger a las personas de la agresión de este sobre su soberanía individual. 
Este principio está presente en algunas filosofías como el iusnaturalismo y el utilitarismo, e ideologías de corte anarquista y, especialmente, en el liberalismo libertario y el anarcocapitalismo, donde este principio ha sido desarrollado sistemáticamente.

## Historia
El principio de no agresión ha existido en diversas formas, en su contenido como en su estructura. El principio se remonta hasta la Antigüedad y luego popularizado por los pensadores libertarios como Ayn Rand y Murray Rothbard.
Varios autores han creado su propia formulación del principio de no agresión, como se muestra en la siguiente tabla.
| Año  | Autor            | Formulación |
| ---- | ---------------- | --- |
| 1689 | John Locke       | Locke da la siguiente versión del PNA: "Siendo todos iguales e independientes, nadie debe dañar a otro en su vida, salud, libertad o posesiones". |
| 1785 | Immanuel Kant    | En la obra Fundamentación de la metafísica de las costumbres (1785) Kant expone diversas formulaciones del imperativo categórico, que es la estructura formal (no necesariamente de contenido) para la aplicación universal del principio de no-agresión: «Obra solo según aquella máxima por la cual puedas querer que al mismo tiempo se convierta en ley universal. Obra como si la máxima de tu acción pudiera convertirse por tu voluntad en una ley universal de la naturaleza» (AA IV:421). «Obra de tal modo que uses a la humanidad, tanto en tu persona como en la persona de cualquier otro, siempre al mismo tiempo como fin y nunca simplemente como medio» (AA IV:429). |
| 1816 | Thomas Jefferson | Jefferson describe el PNA en una carta a Francis Gilmer: "La libertad legítima es una acción sin obstáculos de acuerdo con nuestra voluntad dentro de los límites que nos rodean por la igualdad de los derechos de los demás." No añado "dentro de los límites de la ley" Porque la ley es a menudo la voluntad del tirano, y siempre así cuando viola los derechos del individuo ". Y "Ningún hombre tiene el derecho natural de cometer la agresión en la igualdad de los derechos de los demás, y esto es todo de lo que las leyes deben restringirlo". |
| 1851 | Herbert Spencer  | Spencer fórmula el PNA como: "Todo hombre es libre de hacer lo que él quiere, siempre que no infrinja la libertad igual de cualquier otro hombre." |
| 1859 | John Stuart Mill | En su libro On Liberty Mill declara el PNA de la siguiente manera: "el único propósito por el cual el poder puede ser ejercido legítimamente sobre cualquier miembro de una comunidad civilizada, contra su voluntad, es prevenir el daño a otros". |
| 1923 | Albert Jay Nock  | En el segundo capítulo de su libro, Our Enemy, the State, Nock se refiere a una antigua formulación del PNA por el legendario rey Pausole, que lo declaró como dos leyes. La primera ley fue "no herir a ningún hombre" y la segunda fue "entonces haz lo que quieras". |
| 1961 | Ayn Rand         | En un ensayo titulado Los derechos del hombre en el libro La virtud del egoísmo formuló: "La condición previa de una sociedad civilizada es la restricción de la fuerza física de las relaciones sociales... En una sociedad civilizada, la fuerza solo puede usarse en represalia y solo contra aquellos que inicien su uso ". |
| 1963 | Murray Rothbard  | "Nadie puede amenazar o cometer violencia (agresión) contra la persona o la propiedad de otro, la violencia solo puede emplearse contra el hombre que comete tal violencia, es decir, solo defensivamente contra la violencia agresiva de otro. No puede ser empleada contra un no agresor: he aquí la regla fundamental a partir de la cual se puede deducir todo el corpus de la teoría libertaria". Citado de La guerra, la paz y el Estado (1963), que apareció en El igualitarismo como revuelta contra la naturaleza y otros ensayos. |
| 1974 | Robert Nozick    | En su obra Anarquía, Estado y utopía formula los principios para la justa distribución de los bienes "El primero es el principio de la justa adquisición. Bajo este principio, los individuos pueden adquirir cualquier propiedad que deseen siempre y cuando no haya sido previamente poseída y no sea tomada por robo, coacción o fraude. El segundo es el principio de transferencia justa por el cual la propiedad puede intercambiarse siempre que la transferencia no se ejecute (nuevamente) por robo, fuerza o fraude". |